# Keezhapavur
Keezhapavur là một thị xã panchayat của quận Tirunelveli thuộc bang Tamil Nadu, Ấn Độ.

## Nhân khẩu
Theo điều tra dân số năm 2001 của Ấn Độ, Keezhapavur có dân số 19.958 người. Phái nam chiếm 50% tổng số dân và phái nữ chiếm 50%. Keezhapavur có tỷ lệ 67% biết đọc biết viết, cao hơn tỷ lệ trung bình toàn quốc là 59,5%: tỷ lệ cho phái nam là 76%, và tỷ lệ cho phái nữ là 57%. Tại Keezhapavur, 12% dân số nhỏ hơn 6 tuổi.